# Kōji Tsujitani
Kōji Tsujitani (jap. 辻谷 耕史 Tsujitani Kōji; ur. 26 kwietnia 1962 w Tokio, zm. 17 października 2018 tamże) – japoński seiyū, aktor dubbingowy i narrator pracujący dla agencji Sigma Seven. Znany był między innymi jako głos Miroku w anime InuYasha. Zmarł w 2018 roku w wieku 56 lat na udar mózgu.

## Życie prywatne
Od 2012 roku do swojej śmierci był związany z aktorką Kumiko Watanabe.

## Role
- 1991: 3×3 Oczy – Yakumo Fujī
- 1992: Otaku no video – Ken Kubo
- 1992: Video Girl Ai – Takashi Nīmai
- 1992: Uchū no kishi Tekkaman Blade – doktor Malraux
- 1996: The Vision of Escaflowne – Jajuka
- 2000: Hajime no Ippo – Ryuichi Hayami
- 2000: InuYasha – Miroku
- 2004–2009: Kyō kara maō! – Shouma Shibuya
- 2005–2006: Blood+ – Solomon
- 2005: Eureka Seven – Dewey Novak
- 2007: Seirei no moribito – Tanda

### Niepewna data
- Nurarihyon no mago – Hihi
- Ranma ½ –
  - Hiroshi,
  - Yasukichi,
  - Crepe King,
  - Sotatsu
- RG Veda – Ten-oh
- Slam Dunk – Kenji Fujima

### Japoński dubbing
- 1993: Super Mario Bros. – Luigi (John Leguizamo)
- 2001: Dzień próby – oficer Jake Hoyt (Ethan Hawke)
- 2003: Matrix Reaktywacja –
  - Serraph (Collin Chou),
  - Agent Johnson (Daniel Bernhardt)
- 2003: Matrix Rewolucje – Serraph (Collin Chou)